# Ceilodiastrophon
Ceilodiastrophon  (лат.) — род чешуекрылых из подсемейства совок-пядениц. описанный английским энтомологом Джордж Бетюном-Бейкером в 1908 году.

## Описание
Голова, грудь и крылья темно-коричневые или оливково-коричневые. Лабиальные щупики покрыты длинными чешуйками. Третий членик щупиков тупой. Усики покрыты очень короткими тонкими ресничками. Размах крыльев 33-36 мм. Передние голени с длинными пучками волосков.

## Систематика
Род отнесен Мартином Лёдлем к группе родов близким к Idia. В составе рода два вида:
- Ceilodiastrophon albopunctata (Bethune-Baker 1908)
- Ceilodiastrophon brunneum Bethune-Baker 1908

## Распространение
Представители рода встречаются на острове Новая Гвинея.